# NGC 2540
NGC 2540 (również PGC 23017 lub UGC 4275) – galaktyka spiralna z poprzeczką (SBc), znajdująca się w gwiazdozbiorze Raka. Odkrył ją Édouard Jean-Marie Stephan 10 lutego 1885 roku.